# Haweswater Beck
Der Haweswater Beck ist ein kleiner Fluss in Cumbria, England. Der Fluss ist der Abfluss des Haweswater Reservoir. Der Fluss fließt in östlicher beziehungsweise nordöstlicher Richtung und mündet beim Ort Brampton in den Lowther.